# ارکیده عنکبوتی دل‌چسب
ارکیده عنکبوتی دل‌چسب (نام علمی: Caladenia ampla) نام یک گونه از سرده ارکیده‌های عنکبوتی است.